# FC Dordrecht
El FC Dordrecht es un club de fútbol neerlandés de la ciudad de Dordrecht. Fue fundado en 1883 y juega en la Eerste Divisie, la segunda división neerlandesa.

## Palmarés

### Torneos nacionales
- Eerste Divisie (2):1983, 1994
- Copa de Holanda (2):1914, 1932